# پژوهش آثار تالکین
آثار جی آر آر تالکین مجموعه ای از تحقیقات را در بر می گیرد که جنبه های بسیاری از نوشته های فانتزی او را پوشش می‌دهد، به ویژه ارباب حلقه ها و سیلماریلیون ، همراه با افسانه بزرگی که پس از مرگ او در سال ۱۹۷۳ منتشر نشده باقی ماند، و زبان‌های فراساخته‌ای که او اختراع کرد. در ارتباط با اینها، به ویژه زبان‌های الفی که باعث پیدایش بسیاری از نام‌هایی که او استفاده می‌کرد، کوئنیا و سینداری بود. محققان رشته‌های مختلف، ریشه‌های زبانی و ادبی سرزمین میانی را بررسی کرده‌اند و بسیاری از جنبه‌های نوشته‌های او از مسیحیت گرفته تا فمینیسم و نژاد را بررسی کرده‌اند.

## زندگی‌نامه و نامه‌ها
زندگینامه تالکین توسط هامفری کارپنتر با عنوان جی. آر. آر. تالکین: زندگینامه  در سال ۱۹۷۷ و سال‌های جنگ تالکین توسط جان گارث با تالکین و جنگ بزرگ: آستانه سرزمین میانی در سال ۲۰۰۳ نوشته شده است.  کارپنتر در سال ۱۹۸۱ نامه‌های جی. آر. آر. تالکین را با کمک کریستوفر تالکین ویرایش کرد.  دوره کوتاه پس از جنگ که تالکین برای فرهنگ انگلیسی آکسفورد کار می‌کرد در کتاب سال ۲۰۰۶ حلقه واژگان: تالکین و فرهنگ لغت انگلیسی آکسفورد نوشته پیتر گیلیور ، جرمی مارشال و ادموند واینر به تفصیل آمده است. 

## به عنوان یک نویسنده

### نهادها
موسسات مختلفی برای حمایت از پژوهش‌های تالکین ایجاد شده‌اند. اینها عبارتند از انجمن تالکین و انجمن اسطوره‌ای . آرشیو تالکین در کتابخانه بادلین در آکسفورد  و دانشگاه مارکت در میلواکی، ویسکانسین نگهداری می‌شود.  ناشران کتاب های علمی در مورد تالکین عبارتند از: هاتون میفلین ، انتشارات مک‌فارلند، انتشارات اسطوره‌ای، ناشران درخت واکینگ ، پالگریو مک میلان ، و انتشارات دانشگاه ایالت کنت . 

### مجلات
انتشارات اولیه در مورد نوشته های تالکین اساساً فانزین بودند. برخی، مانند میتلور ، که در سال ۱۹۶۹ تأسیس شد، به نشریات فنی داوری همتا علمی (ارائه‌شده) تبدیل شدند. در میان مجلات غیر مرجع اما "معتبر"  مالورن است.  مجلات تخصصی دیگر عبارتند از مطالعات تالکین (۲۰۰۴-) و مجله تحقیقات تالکین (۲۰۱۴-). مجلات متعددی وجود دارد که بر روی انجمن ادبی The Inklings تمرکز می‌کنند، که تالکین عضوی از آن بود، به ویژه ژورنال مطالعات اینکلینگز (۲۰۱۱-). 

### زمینه‌های
ادبیات وسیعی داستان تخیلی سرزمین میانه تالکین را از دیدگاه‌های متعدد بررسی می‌کند، از جمله قرون وسطی ، ریشه‌های زبانی آن در زبان‌هایی مانند نورس باستان و انگلیسی باستان ،  تأثیرات آن از ادبیات دوره‌های مختلف، شعر آن، نمادگرایی مسیحی ، فمینیسم, نژاد, جنسیت, و بسیاری از موضوعات دیگر .    موارد در کتاب بلک‌ول، همراهی با جی. آر. آر. تالکین . 

### زبان‌های ساخته‌شده
زبان‌های ساخته شده توسط تالکین، کوئنیا و سیندارین ، زبان‌های اصلی الف‌ها ، الهام‌بخش تحقیقات زبان‌شناختی بوده‌اند. پارما الدالمبرون و وینیار تنگوار توسط انجمن زبانشناسی الویش انجمن اسطوره ای یک سازمان غیرانتفاعی منتشر شده است. مطالب وینیار تنگوار و پارما الدالمبرون که با سرعت فزاینده ای در اوایل دهه ۲۰۰۰ منتشر شد، از موجودی مواد زبانی در اختیار تیم منصوب از ویراستاران (به گفته آنها حدود ۳۰۰۰ صفحه) است که شامل فتوکپی هایی است که توسط کریستوفر تالکین و آنها ارسال شده است. یادداشت هایی که در کتابخانه Bodleian در حدود سال ۱۹۹۲ گرفته شده است. یک لیست پستی اینترنتی اختصاص داده شده به زبان های تالکین، به نام tolklang ، از  نوامبر ۱۹۹۰ وجود داشته است.

## لینک های خارجی
- صفحه اصلی انجمن زبانشناسی الویش، که مجلات Parma Eldalamberon ، Vinyar Tengwar و Tengwestie را منتشر می کند و از فهرست بحث، Lambengolmor حمایت می کند (لیست بحث در 29 مه 2002 راه اندازی شد، آرشیو در lambengolmor-l ).
- Mellonath Daeron ، انجمن زبان انجمن تالکین استکهلم.
- نوشته‌ها و پیش‌نویس‌های زبان‌شناختی تالکین توسط ریشارد درژینسکی
- فهرست گاهشماری کتاب TolkienBooks.net - فهرست جامع انتشارات تالکین
- فهرستی از دست نوشته های منتشرنشده و اندکی منتشر شده تالکین توسط لیزا استار (متمرکز بر مواد زبانی)
- مطالعات تالکین در کالج ویتون، ماساچوست ، ایالات متحده آمریکا
- مجموعه مقالات کنفرانس صدمین سالگرد JRR Tolkien 1992 (خارج از چاپ)
- انتشارات انجمن تالکین (بریتانیا)
- صفحه اصلی مایکل دروت در کالج ویتون، ماساچوست ، ایالات متحده آمریکا
- صفحه اصلی ورلین فلیگر (مرتبط با دانشگاه مریلند، کالج پارک ، ایالات متحده آمریکا)
- صفحه اصلی تام شیپی در دانشگاه سنت لوئیس ، ایالات متحده
- Omentielva یک کنفرانس دوسالانه اروپایی در مورد تحقیق در مورد زبان های تالکین، سوئد است.
- Hither Shore سالنامه دو زبانه انجمن تالکین آلمان در زمینه ادبیات فانتزی مدرن است که متخصص در تالکین است.
- دوره های تالکین توسط انجمن تالکین.
- مطالعات تالکین در دانشگاه سیگنوم
- وب سایت تالکین پروفسور ، ارائه کننده مطالب رایگان از دوره های کوری اولسن در دانشگاه سیگنوم